# Тернівський район
Терні́вський райо́н — адміністративний район міста Кривого Рогу на півночі міста. Тернівський район межує на півночі з Олександрійським районом, на півдні з Покровським районом міста Кривого Рогу, на заході та сході з Криворізьким сільським районом.

## Історія
23 травня 1969 року вийшов Указ Президії Верховної Ради Української РСР № 176 «Про утворення районів в окремих містах Української РСР», відповідно до якого в місті Кривому Розі за рахунок частини території Покровського району був утворений Тернівський район. Місто Терни включено у межі міста Кривого Рогу. З 1898 до 1956 роки це було шахтарське селище Веселі Терни.

## Населення

### Мовний склад
Рідна мова населення за даними перепису 2001 року:
| Мова       | Чисельність, осіб | Доля     |
| ---------- | ----------------- | -------- |
| Українська | 69 712            | 78,28 %  |
| Російська  | 18 814            | 21,12 %  |
| Інше       | 534               | 0,60 %   |
| Разом      | 89 060            | 100,00 % |

## Житлові райони
- Терни;
- 9-й квартал;
- Даманський;
- Веселі Терни;
- Олексієвка;
- Горького;
- Леніна;
- Закарпатський;
- 17-й квартал;
- Рози Люксембург;
- Краматорівка;
- Мирівське
- Роковата;
- Божедарівка;
- Новоіванівка (окремий н.п.);
- Тернуватий Кут (окремий н.п.);
- Володимирський;
- Гірницьке.

## Головні вулиці
- вулиці Івана Сірка, Пляжна, Володимира Терещенка, Антона Ігнатченка, Ольги Басараб (Терни)
- вулиці Героїв Маріуполя, Андрія Божка, Ботанічна (Даманський)
- вулиці Олексія Солом'яного, Канадська, Новопавлівська, Старотернівська (Веселі Терни)
- вулиці Сергія Колачевського, Сергія Гладуша, Чарівна (Закарпатський)
- вулиці Романа Шухевича, Степова, Федьковича (Божедарівка)
- вулиця Семипалатинська (Краматорівка)

## Навчальні заклади (середня освіта)
- Тернівський ліцей, КЗШ школа I—II ступенів № 106, КЗШ I—III ступенів № 110, № 117, № 50, № 61, № 105, № 116, № 42, № 45, № 48, № 55, № 78, № 27, № 37, Криворізька Тернівська гімназія

## Визначні об'єкти
- Стадіон «Авангард» (Терни)
- Михайлівська церква (Веселі Терни) 1791 р.

## Пам'ятки
- Криворізький ботанічний сад (Терни)
- Ландшафтний заказник загальнодержавного значення Червона Балка Північна
- Ландшафтний заказник місцевого значення Балка Північна Червона
- Братська могила «Не пройдуть!»

Низка курганів: курган (охоронний № 7800), курган (охоронний № 7801), курган (охоронний № 7812).

## Важливі установи
- міські лікарні № 7 (Даманський), № 8 (Леніна),№ 14 (Терни)
- Індустріальний технікум (9-й квартал)
- Стоматологічна поліклініка № 6 (Терни)

## Підприємства
- Північний ГЗК
- Центральний ГЗК
- ВАТ «Кривбасзалізорудком»
- Олександрівський рудник
- РУ Леніна
- РУ Першотравневе
- шахта імені Колачевського ВАТ «Центральний ГЗК»
- шахта Гвардійська
- Шахта «Тернівська»
- шахти Об'єднана і ПЗРК
- Хлібзавод «Днєстр»
- Завод бурової техніки «ДСД»

## Транспорт

### Тролейбуси
| №п/п | Маршрут                                      | Траса маршруту |
| ---- | -------------------------------------------- | --- |
| 3    | Кільцева площа —Тролейбусне депо № 2         | вул. Наталії Кобринської — вул. Сергія Колачевського — вул. Симона Петлюри — вул. Романа Шухевича, вул. 77-ї Окремої Аеромобільної Бригади (в зворотньому шляху) — вул. Федора Караманиць — вул. Миколи Зінчевського — вул. Корнія Речмидила — вул. Електрична — вул. Січеславська — вул. Едуарда Фукса — Проспект 200-річчя Кривого Рогу — Майдан Олександра Химиченка — вул. Володимира Великого — вул. Вільної Ічкерії — Університетський проспект — вул. Дніпровське шосе |
| 4    | Центральний ГЗК — Спорткомплекс              | вул. Романа Шухевича — вул. Симона Петлюри — вул. Сергія Колачевського — вул. Небесної Сотні — вул. Курінна — вул. Гетьмана Бута — вул. Романа Самокиша |
| 10   | Північний ГЗК (РЗФ-1) — Кінотеатр "Зарічний" | вул. Десантна — вул. Кресівська — вул. Федора Караманиць — вул. Романа Шухевича — вул. Симона Петлюри — вул. Сергія Колачевського — вул. Олексія Солом'яного — Площа Козака Шрама — вул. Канадська — вул. Івана Сірка — вул. Байрачна — вул. Пляжна — вул. Володимира Терещенка — вул. Антона Ігнатченка — вул. Віри Білай — вул. Юрія Смірнова — вул. Володимира Черкасова                                                                                                   |
| 15   | Північний ГЗК (РЗФ-1) — РЗФ-2                | Автошлях P74 — вул. Володимира Черкасова — Автошлях P74 — вул. Андрія Божка — вул. Ботанічна — вул. Байрачна — вул. Пляжна — вул. Володимира Терещенка — вул. Антона Ігнатченка — вул. Віри Білай — вул. Юрія Смірнова — вул. Володимира Черкасова |
| 16   | 10 мікрорайон (Даманський) — ПЗРК            | вул. Івана Сірка — вул. Байрачна — вул. Ботанічна — вул. Андрія Божка |
| 18   | 10 мікрорайон (Даманський) — Спорткомплекс   | вул. Романа Шухевича — вул. Симона Петлюри — вул. Сергія Колачевського — вул. Олексія Солом'яного — Площа Козака Шрама — вул. Канадська — вул. Івана Сірка — вул. Байрачна — вул. Ботанічна — вул. Андрія Божка |

### Маршрутне таксі
| №п/п | Маршрут                                  | Траса маршруту |
| ---- | ---------------------------------------- | --- |
| 3    | Розвилка — Кільцева площа                | вул. Наталії Кобринської — вул. Сергія Колачевського — вул. Симона Петлюри — вул. Романа Шухевича, вул. 77-ї Окремої Аеромобільної Бригади (в зворотньому шляху) — вул. Федора Караманиць — вул. Кресівська — вул. Десантна — вул. Костя Гордієнка — вул. Короля Данила — вул. Січеславська — вул. Едуарда Фукса — Проспект 200-річчя Кривого Рогу — Майдан Олександра Химиченка — вул. Володимира Великого — вул. Вільної Ічкерії — Університетський проспект — вул. Дніпровське шосе |
| 5    | Кільцева площа — вул. Романівська        | вул. Наталії Кобринської — вул. Сергія Колачевського — вул. Добровольців — вул. Червонобалківська — вул. Кам'яна — вул. Бакинська — вул. Геройська — вул. Метеоритна — вул. Горохівська |
| 32   | с. Новопілля — Рокувата                  | вул. Симона Петлюри — вул. Романа Шухевича, вул. 77-ї Окремої Аеромобільної Бригади (в зворотньому шляху) — вул. Федора Караманиць — вул. Кресівська — вул. Електрозаводська — вул. Садова |
| 54   | РЗФ-1 - 10-мікрорайон                    | вул. Андрія Божка — вул. Героїв Маріуполя — вул. Ботанічна — вул. Байрачна — вул. Антона Ігнатченка — вул. Євгена Коновальця — вул. Івана Сірка — вул. Юрія Смірнова — вул. Володимира Черкасова |
| 83   | Ринок Північний — РЗФ-1                  | вул. Героїв Маріуполя — вул. Андрія Божка — Автошлях P74 |
| 230  | Мкрн. Сонячний — вул. Чарівна            | вул. Чарівна — вул. Закарпатська — вул. Горобинова — вул. Чарівна — вул. Сергія Колачевського — вул. Симона Петлюри — вул. Романа Шухевича, вул. 77-ї Окремої Аеромобільної Бригади (в зворотньому шляху) — вул. Федора Караманиць — вул. Миколи Зінчевського — вул. Корнія Речмидила — вул. Електрична — вул. Січеславська — вул. Едуарда Фукса — Проспект 200-річчя Кривого Рогу — Майдан Олександра Химиченка                                                                       |
| 231  | ст. Електрозаводська — ринок "Північний" | вул. Героїв Маріуполя — вул. Ботанічна — вул. Байрачна — вул. Івана Сірка — вул. Канадська — Площа Козака Шрама — вул. Олексія Солом'яного — вул. Сергія Колачевського — вул. Симона Петлюри — вул. Романа Шухевича — вул. Федора Караманиць — вул. Кресівська — вул. Електрозаводська |
| 238  | к-тр Зарічний — вул. Чарівна             | вул. Чарівна — вул. Закарпатська — вул. Горобинова — вул. Чарівна — вул. Сергія Колачевського — вул. Симона Петлюри — вул. Романа Шухевича, вул. 77-ї Окремої Аеромобільної Бригади (в зворотньому шляху) — вул. Федора Караманиць — вул. Федора Караманиць — вул. Кресівська — вул. Десантна |
| 254  | Спорткомплекс — ЦГЗК                     | вул. Романа Шухевича — вул. Симона Петлюри — вул. Сергія Колачевського — вул. Небесної Сотні — вул. Курінна — вул. Гетьмана Бута — вул. Романа Самокиша |

### Автостанція
«Терни»

### Залізничні станції
- Рокувата
- Терни
- Грекувата
- з.п. 54 км

## Постаті
- Курячанський Вадим Анатолійович (1978—2015) — солдат Збройних сил України, учасник російсько-української війни.

1. ↑  Рідні мови в об'єднаних територіальних громадах України — Український центр суспільних даних